# Biostar
Biostarは、台湾のマザーボードなどのハードウェアを生産している企業。1986年創業。CEOはミンギー・ワン。
アメリカ、中国、オランダに拠点を持つ。
日本国内にはBiostar関連の法人は展開していないため、基本的には輸入代理店経由のものが日本国内では販売の中心となっている一方で、並行輸入を手掛けるパソコンショップでも多く見掛けられる。
また、日本の一部のパソコンメーカーに対してマザーボードのOEM供給を行っている。

主力製品であるマザーボード（TA990FXE）